# Spectre (canción)
"Spectre" (en español, espectro) es una canción de la banda británica Radiohead. Fue publicada a modo de descarga digital gratuita en el sitio web SoundCloud el 25 de diciembre de 2015. El 13 de mayo de 2016 fue publicada como cara B del sencillo en vinilo de 7" del tema «Burn the Witch», y el 28 de septiembre como pista adicional en el segundo CD de la edición especial de A Moon Shaped Pool.
"Spectre" fue escrito por Radiohead en 2015 como encargo para la película homónima de James Bond, pero finalmente no fue incluido en la banda sonora, siendo escogida en su lugar «Writing's on the Wall» de Sam Smith. Su lanzamiento fue anunciado por Thom Yorke a través de Twitter. Fue el primer sencillo de Radiohead después de la publicación cuatro años antes de «The Daily Mail / Staircase» (2011).